# Valdegovía
Valdegovía (o Gaubea in basco) è un comune spagnolo  situato nella comunità autonoma dei Paesi Baschi.